# Liste der Monuments historiques in Pfulgriesheim
Die Liste der Monuments historiques in Pfulgriesheim führt die Monuments historiques in der französischen Gemeinde Pfulgriesheim auf.

## Liste der Objekte
| Bezeichnung                   | Beschreibung                                        | Standort                               | Kennzeichnung | Schutzstatus | Datum | Bild           |
| ----------------------------- | --------------------------------------------------- | -------------------------------------- | ------------- | ------------ | ----- | -------------- |
| Zwei Skulpturen Betende Engel | Holz, farbig gefasst und vergoldet, 18. Jahrhundert | in der Simultankirche St-Michel (Lage) | PM67001347    | Inscrit      | 1984  | weitere Bilder |
| Fresken                       | um 1300                                             | in der Simultankirche St-Michel (Lage) | PM67000644    | Classé       | 1974  | weitere Bilder |
| Skulptur Erzengel Michael     | Holz, farbig gefasst und vergoldet, 18. Jahrhundert | in der Simultankirche St-Michel (Lage) | PM67000645    | Classé       | 1982  | weitere Bilder |